# Lithacodia xemiloca
Lithacodia xemiloca är en fjärilsart som beskrevs av Dyar 1924. Lithacodia xemiloca ingår i släktet Lithacodia och familjen nattflyn. Inga underarter finns listade i Catalogue of Life.